# 中野城 (下総国)
中野城（なかのじょう）は、千葉県千葉市若葉区にあった日本の城。

## 歴史
旧下総国にあった城。酒井定隆が築いたとされるが不詳である。定隆の祖について、藤原氏系、千葉氏系、土岐氏系の諸説があり、いずれが正しいかわからない。
上総酒井氏は当時、原氏の客将となっており、後に長享元年（1487年）に土気城の畠山氏を攻撃した。翌年、土気城に移った。定隆は戦国武将へと成長し、浜野の本行寺から日泰上人を迎え、本寿寺を開基するとともに領内を法華宗をもって統治した。
この後、1488年（長享2年）に中野城は廃城となり、跡地には定隆の懇請により日泰上人が道場、本城寺を建て布教に努めた。

## 構造
千葉と東金を結ぶ東金街道（国道126号）に接し、下総国と上総国の境目に位置する。鹿島川の河川系に属する標高54メートルの北に突き出した半島状の台地を占地する。城郭は北及び北西から南にかけてあまり深くない浸蝕谷が入り、東は台地に続き、天険の地とは言い難い地勢である。

## アクセス
- 千葉駅から中野操車場、成東行きちばフラワーバス（特急除く）、「八幡前」下車、徒歩10分。